# نریشت
نریشت  (نام علمی: Hyparrhenia hirta) نام یک گونه از سرده نریشت است.